# Lola Salvador Maldonado
Dolores Salvador Maldonado (Barcelona, 22 de septiembre de 1938) es una escritora, guionista , productora y directora de cine española. Usa profesionalmente los nombres de Salvador Maldonado y Lola Salvador. Ganadora del Premio Nacional de Cinematografía 2014. 

## Biografía
Nació en Barcelona, de familia republicana, que tras la Guerra Civil, se traslada a Madrid, donde estudió en el Colegio Británico.   
De formación autodidacta, de 1962 a 1970 colaboró en radio, prensa, teatro, cine y televisión. Sus conocimientos de costura en el taller de moda materno le permitieron entrar a trabajar en Televisión Española como figurinista en producciones de Chicho Ibáñez Serrador. Gracias a su dominio del inglés, trabajó de traductora en diversos medios de comunicación primero, y más tarde como periodista en radio y revistas como Fotogramas. 
A partir de 1970 se enfocó hacia la escritura cinematográfica y la novela, colaborando en la promoción del medio audiovisual en Hispanoamérica, y ejerciendo la docencia. 
Escribió guiones radiofónicos para programas como Con los ojos cerrados (1972-1973), un diario de divulgación literaria; Verso a verso, también diario  dedicado a la actividad poética (1974 y 1977). En los años 80 firmó el guion de Cuentos de amor y magia, programa de difusión del folclore oral, y de la serie dramática Diario de la luna, de 1984. 
En televisión trabajó en programas de no ficción de TVE, como Sombras recobradas (1972), sobre cine mudo y que copresenta; en Trece oficios cinematográficos (1976), basado en entrevistas a cineastas europeos; y en las series infantiles Las aventuras del Hada Rebeca (1976) y Barrio Sésamo (1979–1982), de la que además de escribir capítulos se encargó de su adaptación del formato estadounidense original. Su primer guion de ficción, fue un capítulo en la serie Crónicas de un pueblo (1973).
Su primer contacto profesional con el cine fue como traductora en la película El fabuloso mundo del circo (Henry Hathaway, 1964)  Entre sus guiones para el cine destacan, el  del El crimen de Cuenca (1980) película de Pilar Miró, procesada militarmente por injurias a la Guardia Civil y de enorme éxito comercial en la época.   También los de las películas del director Jaime Chávarri Bearn o La sala de las muñecas (1982), Las bicicletas son para el verano (1984) —que adapta la obra teatral homónima de Fernando Fernán Gómez— y Tierno verano de lujurias y azoteas, de 1993. 
Como novelista, publicó en 1979 El crimen de Cuenca, basada en su guion para la película homónima de Pilar Miró, y La sonrisa de Madrid (1988), que junto con Mamaíta y Papantonio (1988) y El mar de la leonera (1989) forman la trilogía «El olivar de Atocha»:  la historia de una familia de Madrid en el primer tercio del siglo XX, hasta el estallido de la Guerra Civil. Ella misma la adaptó en guion para una serie de 26 capítulos emitida en 1989 en TVE. Su último trabajo en televisión fue en Querido Maestro (1997-98), de Antena 3.  
Para el teatro adaptó clásicos como La gata sobre el tejado de zinc de Tennessee Williams, en 1984 y Espectros de Henrik Ibsen,  en 1993. 
En 2000 fundó la productora Brothers & Sisters con la que produjo la película Salvajes de Carlos Molinero,  Premio Goya al Mejor Guion Adaptado 2022, y dos nominaciones más al Goya, Mejor Director y Mejor actriz, María Isasi.  En 2005 produjo y codirigió el largometraje documental La niebla en las palmeras, junto a Carlos Molinero, premio a la Mejor Película en el Festival DIBA de Barcelona.  Y en 2008 produjo el documental Titón, de La Habana a Guantanamera, de Tomás Gutiérrez Alea, que también guionizó. 
Los guiones y las novelas, no sus textos de radio ni en prensa, los firmó como "Salvador Maldonado". Así lo justifica. "Viene de niña. Mi padre me caía fatal y mi madre me caía muy bien, y el apellido Maldonado iba a desaparecer porque no había hombres en mi familia". 
En abril de 2011 el Consejo de Ministros de España le otorgó la Medalla de Oro al Mérito en las Bellas Artes.En 2012, recibió un homenaje de la  Filmoteca Española.   En julio de 2014, el Ministerio de Educación, Cultura y Deporte le concede el Premio Nacional de Cinematografía de 2014, por "su singular aportación a la creación cinematográfica, su larga trayectoria como maestra de cineastas, su compromiso constante con el cine en el ámbito educativo y su contribución decidida a la defensa colectiva del sector y los derechos de los creadores". Por ese motivo, la Academia de Cine organizó un ciclo sobre el cine basado en guiones de Lola Salvador. 
En 2022, DAMA crea en su honor, el Premio DAMA de Guion Lola Salvador, el de mayor dotación económica en España, concedido por DAMA (Derechos de Autor de Medios Audiovisuales), entidad de gestión de derechos de autor de España, "por su aportación a la creación audiovisual, por ser pionera en la representación femenina en la profesión y por su defensa de los derechos de los creadores y creadoras". 
El  8 de enero de 2025 la Academia de Cine anuncia la concesión a Lola del Premio Ricardo Franco 2025, que recibirá en el Festival de Málaga, del 14 al 23 de marzo.  Por "ser una figura imprescindible en la cultura española contemporánea, cuya trayectoria se caracteriza por su calidad artística, impacto social y compromiso con la memoria y la identidad cultural. 
Donó su archivo documental a la Filmoteca de Cataluña, por lo que esta entidad, en julio de 2022, ofreció una retrospectiva de su obra audiovisual como agradecimiento.

## Guiones
- Crónicas de un pueblo (1973), serie de televisión. Un capítulo.
- Juan Soldado (1973). Película para televisión dirigida por Fernando Fernán Gómez.
- Los Libros (1974). Serie de televisión. Un capítulo.
- Don Juan (1974). Cortometraje de Antonio Mercero.
- Las aventuras del Hada Rebeca (1976). Serie de televisión. 13 episodios
- El crimen de Cuenca (1980), película dirigida por Pilar Miró
- Barrio Sésamo (1979-80) Serie de televisión. Cuatro episodios.
- Bearn o la sala de las muñecas (1983), película de Jaime Chávarri, a partir de la novel·la homònima de Llorenç Villalonga
- Las bicicletas son para el verano (1985), película de Jaime Chávarri
- El jardín secreto (1984), película de Carlos Suárez.
- Barrios altos (1987), película de José Luis García Berlanga.
- El olivar de Atocha (1989), serie de TV, adaptación de la su trilogía novelística. 26 capítulos.
- Tierno verano de lujurias y azoteas (1993), de Jaime Chávarri.
- Puede ser divertido  (1995), de Azucena Rodríguez.
- Querido maestro (1997-98). Serie de Antena 3. Tres episodios.
- Manolito Gafotas en ¡Mola ser jefe! (2001), película de Juan Potao.
- Salvajes (2001), de Carlos Molinero.
- La niebla en las palmeras (2006). Documental. Codirectora en Carlos Molinero.
- Titón, de La Habana a Guantanamera (2008 ). Documental dirigido por Mirta Ibarra.

## Premios
- Premio Goya Mejor Guion Adaptado 2002, por Salvajes. [4]
- Premio a la Mejor Película en el Festival DIBA de Barcelona, por La niebla en las palmeras,
- Medalla de Oro al Mérito de las Bellas Artes (2011). [8]
- Premio Nacional de Cinematografía 2014. [1]
- Premio Simone de Beauvoir 2021, concedido en la Muestra de Cine dirigido por Mujeres, de Bilbao. [13]
- Premio Ricardo Franco 2025, concedido por la Academia de Cine de España. [12]

## Novelas
- El Crimen de Cuenca (1980, Argos-Vergara) ISBN 84-7017-808-8
- Yo también me siento sola (1981, Bruguera) ISBN 8402077455
- Yo también quiero hacer de todo (1981, Bruguera) ISBN 84-02-07748-X

- La sonrisa de Madrid (1988, Plaza & Janés) ISBN 84-01-38128-2
- Mamaíta y Papantonio (1988, Plaza & Janés) ISBN 84-01-38129-0
- El mar de la leonera (1989, Plaza & Janés) ISBN 8401381312